# Bisdom Teotihuacán
Het bisdom Teotihuacán (Latijn: Dioecesis Teotihuacana) is een rooms-katholiek bisdom met als zetel Teotihuacan, in Mexico. Het bisdom is suffragaan aan het aartsbisdom Tlalnepantla. 

## Geschiedenis
Het bisdom werd opgericht op 3 december 2008, uit delen van het bisdom Texcoco.

## Parochies
Het bisdom had in 2020 een oppervlakte van 1.061 km2 en telde 675.360 inwoners waarvan 85,0% rooms-katholiek was.

## Bisschoppen
- Guillermo Francisco Escobar Galicia (3 december 2008 - heden)

Tlalnepantla (aartsbisdom) · Cuautitlán · Ecatepec · Izcalli · Netzahualcóyotl · Teotihuacán · Texcoco · Valle de Chalco